# Plecturocebus urubambensis
Plecturocebus urubambensis (лат.) — вид приматов из семейства саковых.

## Систематика
Был обнаружен в 2015 году в удалённой части амазонского дождевого леса в Перу. Видовое название дано в честь реки Урубамба, которая протекает через область обитания вида. До 2016 года включался в состав рода Callicebus, однако по результатам молекулярно-генетических исследований Byrne с коллегами был перенесён в род Plecturocebus.

## Описание
Голотип имеет длину тела 30 см и длину хвоста 40 см. Мех коричневый, темнее на конечностях. Кожа лица черная, уши покрыты длинными черными волосками, подбородок коричневый. Мех в основании хвоста смешанный чёрный и коричневатый, становясь к концу хвоста белым. Кисти и внутренние стороны рук черные. Глаза чёрные, радужная оболочка светло-коричневая.

## Распространение
Эндемик Перу. Встречается на небольшой территории в бассейне реки Амазонки в центральной части Перу, где населяет низинные леса.